# Kék íbisz
A kék íbisz (Theristicus caerulescens) a madarak (Aves) osztályának a gödényalakúak (Pelecaniformes) rendjébe, ezen belül az íbiszfélék (Threskiornithidae) családjába és az íbiszformák (Threskiornithinae) alcsaládjába tartozó faj.
A magyar név forrással nincs megerősítve.

## Előfordulása
Dél-Amerikában, Argentína, Bolívia, Brazília, Paraguay és Uruguay területén honos. Nedves szavannákon, ritkás erdőkben él, de előfordul mezőgazdasági vidékeken is.